# Mammea usambarensis
Mammea usambarensis là một loài thực vật có hoa thuộc họ Clusiaceae.
Loài này chỉ có ở Tanzania.